# جون سكوت (لاعب اتحاد الرغبي)
جون سكوت (بالإنجليزية: John Scott)‏ هو لاعب اتحاد الرغبي بريطاني، ولد في 28 سبتمبر 1954 في إكزتر في المملكة المتحدة.

## وصلات خارجية
- جون سكوت عل موقع إسبنسكروم (الإنجليزية)